# Lacco Ameno

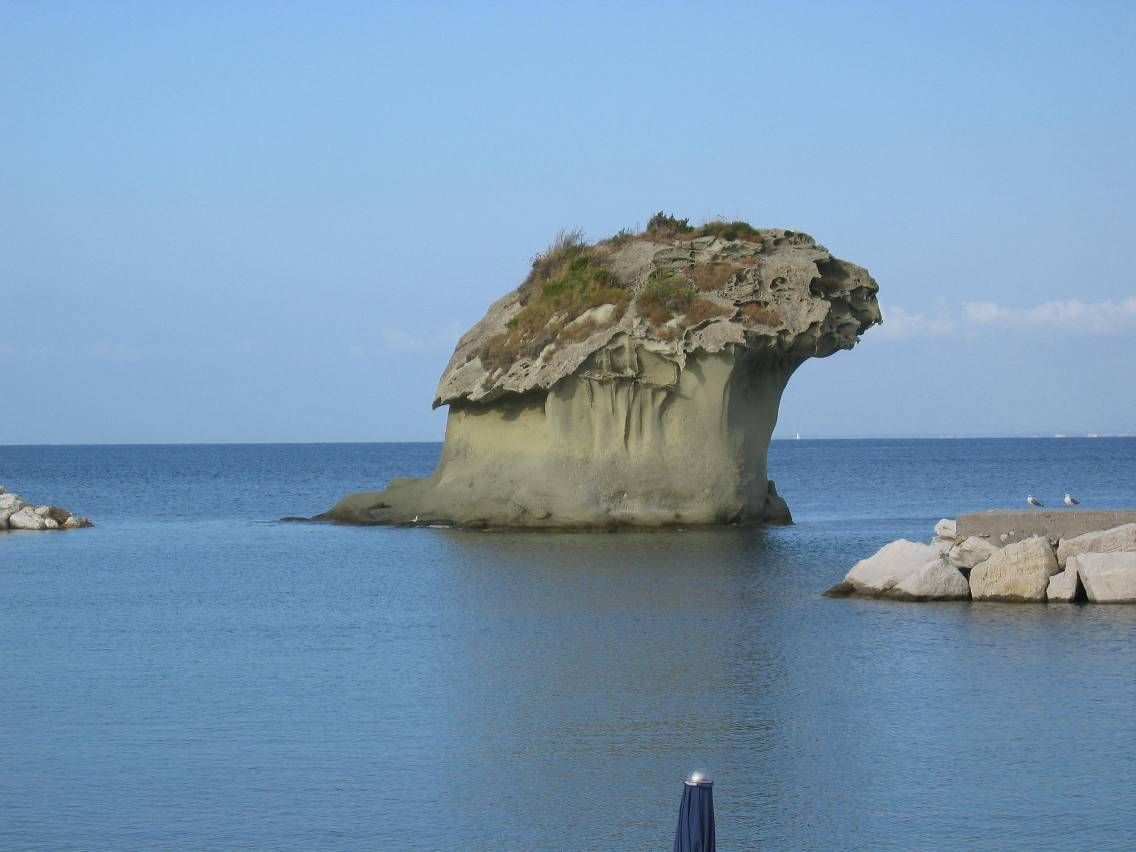
Fels Fungo

Lacco Ameno ist eine italienische Gemeinde mit 7568 Einwohnern (Stand 31. Dezember 2023) im Nordwesten der Insel Ischia im Golf von Neapel. Ein Wahrzeichen des Ortes ist ein Fels aus Tuffstein im Hafen (Fungo). Lacco leitet sich wahrscheinlich vom griechischen Wort lakkos ab, was Stein bedeutet. Das Adjektiv ameno (deutsch erfreulich, angenehm) wurde dem Namen offiziell im Jahre 1863 hinzugefügt. Südlich des Ortes erhebt sich der knapp 800 Meter hohe Berg Epomeo.

## Geschichte
In das späte 8. Jahrhundert v. Chr. datiert der sogenannte Nestorbecher, der 1954 in der Nekropole am Monte Vico gefunden wurde und heute im Museo Archeologico di Pithecusae von Ischia ausgestellt ist. Die damalige griechische Siedlung hatte den Namen Pithekoussai, und wurde durch den Archäologen Giorgio Buchner ausgegraben.
Am 28. Juli 1883 wurde Lacco Ameno durch ein Erdbeben schwer beschädigt; zusammen mit dem Nachbarort Casamicciola forderte das Beben über 2300 Opfer. 269 Häuser, etwa 69 % der gesamten Bausubstanz, wurden dabei vollkommen zerstört, nur 18 Gebäude blieben unbeschädigt.
Den Wandel von einem Fischerdorf zu einem Kurort mit Thermalquellen konnte dies aber nicht aufhalten. Der italienische Verleger Angelo Rizzoli machte durch mehrere Hotelbauten aus Lacco Ameno in den 1950er und 1960er Jahren einen Ort des internationalen Jetset. Er stiftete 1962 auch das einzige Krankenhaus auf Ischia „Ospedale Anna Rizzoli“.
Am 21. August 2017 waren Lacco Ameno und Casamicciola Terme von einem moderaten Erdbeben der Stärke 4 betroffen, bei dem zwei Menschenleben, eine teilweise eingestürzte Kirche und mehrere zerstörte Wohnhäuser zu beklagen waren.

## Tradition und Feste

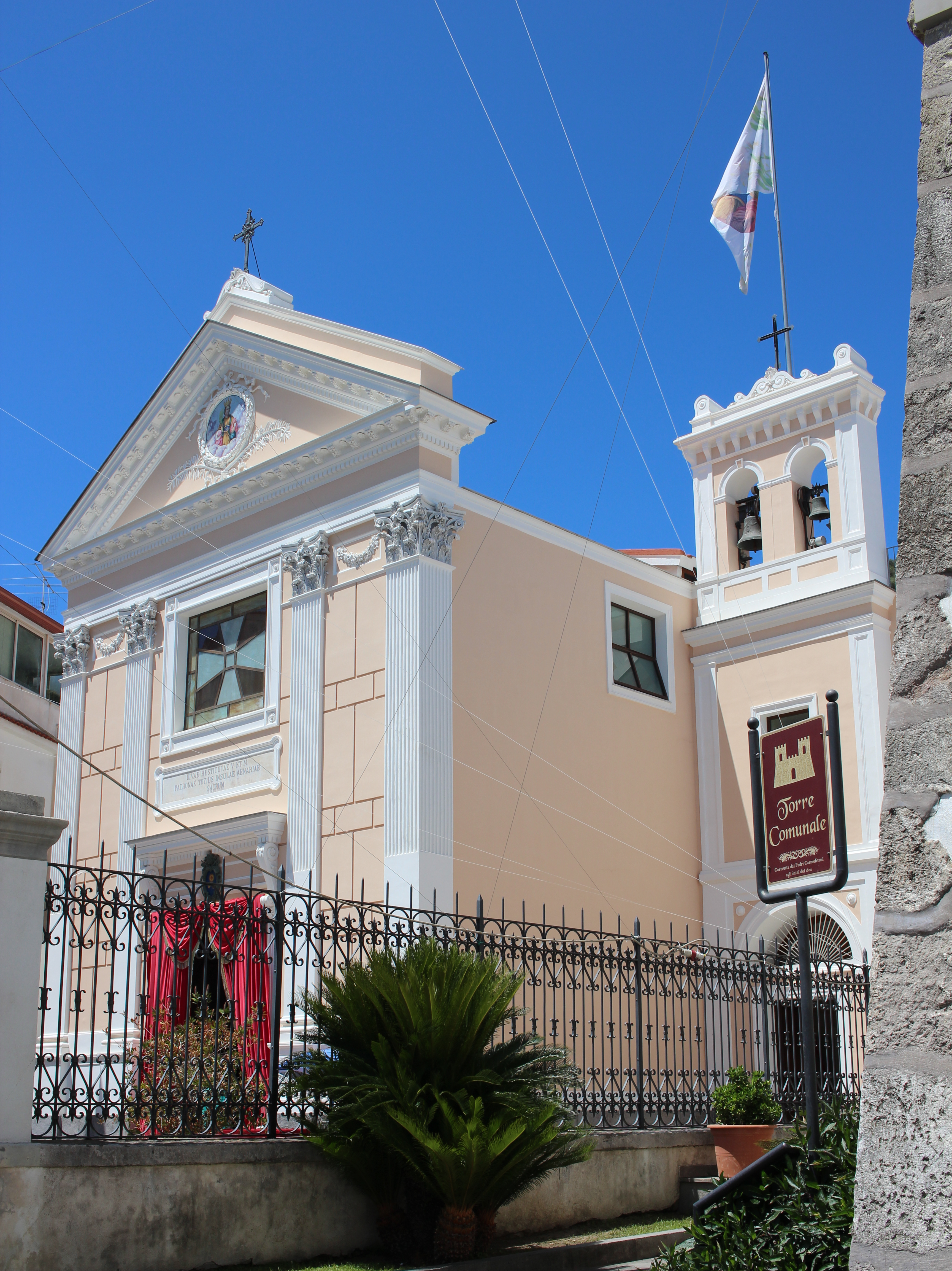
Die im Laufe der Jahrhunderte mehrfach restaurierte Kirche der heiligen Restituta (Chiesa di Santa Restituta) in Lacco Ameno. Sie gilt als die schönste Kirche auf der Insel Ischia

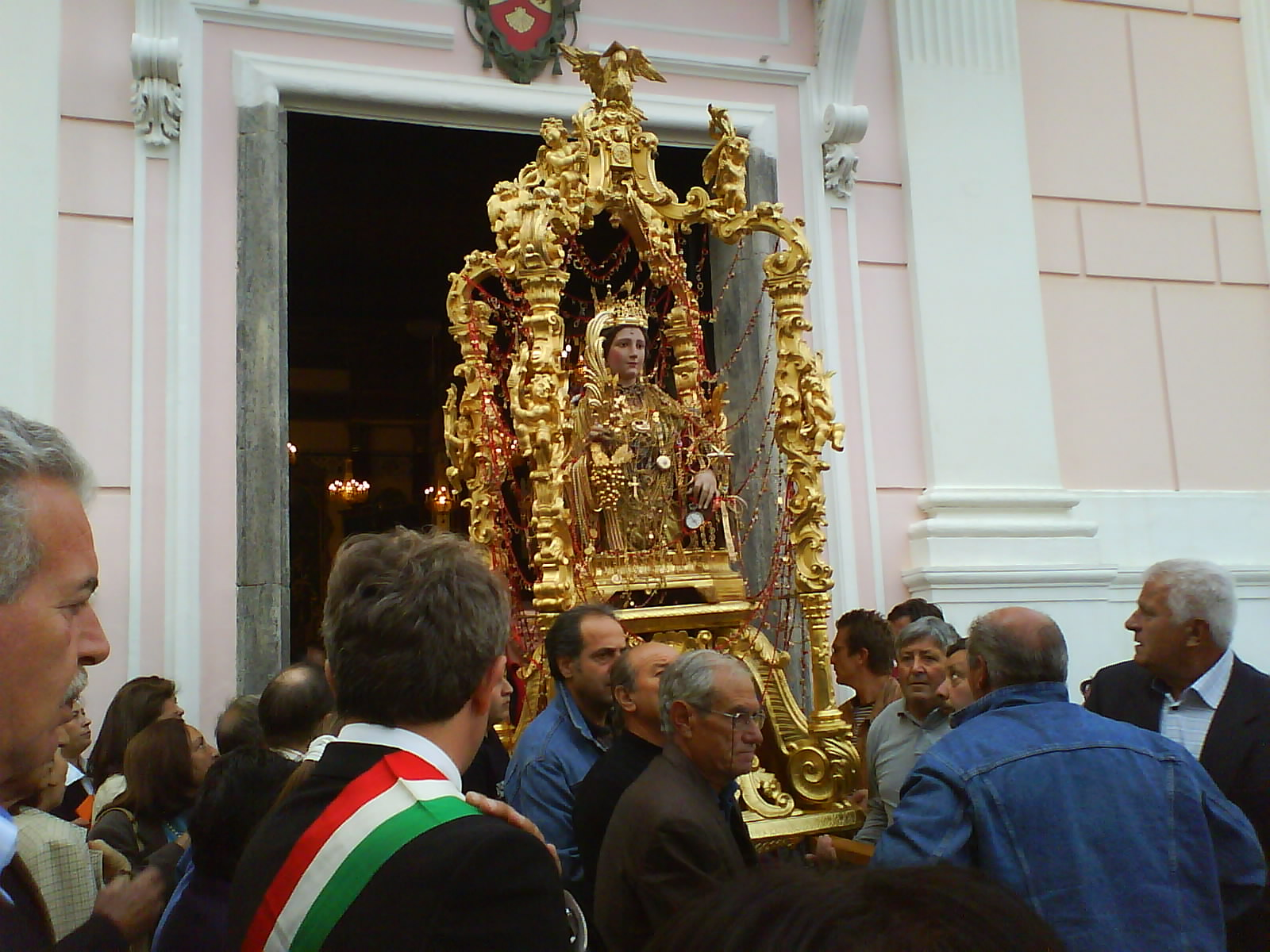
Beginn einer Prozession am Eingang der Kirche der heiligen Restituta

Die Tourismussaison wird in Lacco Ameno mit dem Fest zu Ehren von Josef von Nazaret (San Giuseppe) und einer Prozession im Ortsteil Fango nahe der Kirche San Giuseppe eröffnet, das mit einem Feuerwerk beendet wird. Ostern wird traditionell feierlich mit einer Darstellung der Auferstehung Christi unter Verwendung von Holzbildern des 18. Jahrhunderts auf dem zentralen Platz, der Piazza Santa Restituta, begangen.
Das Fest zu Ehren der Inselheiligen, der Restituta von Afrika (Santa Restituta), hat eine lange Tradition. Es beginnt am 8. Mai mit einer Prozession entlang der Straßen des Yachthafens. Die Straßen werden traditionell mit Lichterketten und Bögen geschmückt. Die Feierlichkeiten erreichen am 17. Mai mit einer großen Prozession auf dem Seeweg ihren Höhepunkt, die in Casamicciola Terme beginnt. Der Festgottesdienst findet in der Kirche Santa Restituta in Lacco Ameno statt. Der Diözesanbischof segnet die Gemeinde. Zentrum eines anschließenden fröhlichen Treibens ist wiederum die Piazza Santa Restituta. Am letzten Tag, dem 18. Mai, wird das Bild der Heiligen erneut in einer Prozession durch die Straßen getragen. Mit lautstarken Tageslichtfeuerwerken und einem faszinierenden traditionellen Feuerwerk am Abend wird das Fest beendet.
Das Fest der Santa Restituta erinnert auch an ein weiteres, von den Stadtbewohnern nicht vergessenes Ereignis. In den frühen 1600er Jahren testeten die Türken in der Kirche der Santa Restituta die Schärfe ihrer Krummsäbel an der Statue der Jungfrau aus vergoldetem Holz, konnten ihr jedoch keine erheblichen Schäden zufügen. Außerdem stahlen sie die Glocken, die sie auf ihre Schiffe luden. Wegen starken Winds und hohen Wellen warfen die Seeleute die Glocken unweit von Ischia ins Meer, um das Gewicht zu verringern. Von den Hügeln aus beobachteten die Einwohner das erstaunliche Ereignis und schworen, auszufahren und die Glocken zu bergen. Das gelang den Lacchesi aber leider nicht.
Die Feierlichkeiten der heiligen Joachim und Anna, der Eltern der Madonna, finden am 25. und 26. Juli mit einer Prozession des hölzernen Triptychons der Heiligen auf den Straßen der Gemeinde sowie einem Feuerwerk auf See statt. Es wird verbunden mit einem traditionellen Schwertfischfest.
Das Fest Mariä Himmelfahrt, im Volksmund „Ostern Mariens“ genannt, beginnt mit dem Singen von traditionellen Liedern im heimischen Dialekt, die seit vier Jahrhunderten überliefert sind. Der Höhepunkt der Feierlichkeiten vom 13. bis 15 August sind folkloristische Shows und die Prozession des hölzernen Simulakrums der Jungfrau, das durch die Straßen der Stadt getragen wird. Am Ende der Feierlichkeiten begrüßt ein großes Feuerwerk auf See das Ende des Augusttages.

## Musik
In dem Lied Lacco Ameno wird der Ort von dem Sänger und modernen Interpreten der Canzoni Napoletane Renato Carosone besungen. Den Text schrieb der italienische Dichter Enzo Bonagura (1900–1980). Das Lied wird auch im Album Accussì grande aus dem Jahr 2005 von dem italienischen Schauspieler und Sänger Massimo Ranieri interpretiert.